# Паперник Максим Юрійович
Паперник Максим Юрійович (17 квітня 1969, Київ — пом.19 лютого 2017, Київ) — український кінорежисер, продюсер і кліпмейкер.

## Навчання
М. Паперник навчався в музичній школі з класу фортепіано, закінчив із відзнакою кінематографічний факультет Київського університету театру і кіно ім. Івана Карпенка-Карого, пізніше там же закінчив і театральний факультет. Максим Паперник — учень Вадима Львовича Чубасова . В юності писав вірші і малював.

## Творчість
Творчу діяльність розпочав у Національній телекомпанії України.
З 1997 року почав знімати кліпи з найвідомішими українськими виконавцями. Перша робота відеокліп на надпопулярну пісню «А я пливу» Ірини Білик.
У 2003 році починає знімати як телевізійні, так й ігрові фільми. Зняв кілька мюзиклів. У 2009 р. М. Паперник зняв скандальний телесеріал «Недоторканні», який не був показаний на жодному телевізійному каналі перед виборами Президента 2010 року.
У 2007 році був режисером-постановником співочого талант-шоу Фабрика зірок, а у 2009 році поставив музично-розважальне шоу «Народна зірка».

## Фільмографія

### Режисер
- 2003 — «Снігова королева»
- 2003 — «За двома зайцями»
- 2005 — «Дванадцять стільців»
- 2005 — «Їсти подано!»
- 2006 — «Дивне Різдво»
- 2007 — «Не підганяй кохання»
- 2007 — «Зірки в армії»
- 2008 — «Не народжуйся красивим»
- 2009 — «Недоторканні» (серіал)
- 2013 — «Супергерої» (серіал)
- 2014 — «Копи з Перетопа»
- 2014 — «Аліса в країні чудес»
- 2014 — «Ковзани для чемпіонки» (міні-серіал)
- 2016 — «Підкидьки»

### Продюсер
- 2007 — «Зірки в армії»
- 2014 — «Аліса в країні чудес»

### Сценарист
- 2003 — «Снігова королева»
- 2005 — «Дванадцять стільців»
- 2006 — «Дивне Різдво»
- 2007 — «Не підганяй кохання»
- 2007 — «Зірки в армії»
- 2008 — «Не народися вродливою»
- 2009 — «Недоторканні»
- 2013 — «Копи з Перетоплять»
- 2014 — «Ковзани для чемпіонки»
- 2014 — «Аліса в країні чудес»[10].

## Відеокліпи (вибрані)
- Гурт ВІА Гра
  - 2001 р. — «Я не вернусь»;
  - 2000 р. — «Попытка № 5»;

- Олександр Пономарьов
  - 1999 р. — «Ніжними вустами».

- Друга ріка
  - 1999 р. — «Впусти мене».

## Призи та нагороди
- Диплом за найкращу режисуру «Оксамитовий сезон», 1996;
- Приз «За найкращий короткометражний фільм» на фестивалі «Відкрита ніч», 1997;
- Приз Всеукраїнського конкурсу музичного відео — найкращому режисерові кліпу, 1998.
- Премія «Телетріумф» «За найкращий фільм», 2003.
- Премія «Showbiz awards» «За внесок у розвиток вітчизняного шоу-бізнесу», 2007.

## Поховання
Похований 21 лютого 2017 року у сімейному склепі на Лук'янівському кладовищі у місті Києві. Прощальна церемонія-панахида відбулася у Покровському монастирі.